# Nyctobrya muralis
Nyctobrya muralis – gatunek motyla z rodziny sówkowatych. Zamieszkuje palearktyczną Eurazję, od Półwyspu Iberyjskiego po Iran, oraz Afrykę Północną. Gąsienica żeruje na porostach.

## Taksonomia
Gatunek ten opisany został po raz pierwszy w 1771 roku przez Johanna Reinholda Forstera pod nazwą Phalaena muralis. Jako lokalizację typową wskazano Anglię. W 1969 roku Charles Boursin wyznaczył go gatunkiem typowym rodzaju Bryopsis, którego ranga obniżona została w 2009 roku przez Michaela Fibigera i współpracowników do podrodzaju w obrębie Nyctobrya.

## Morfologia

### Owad dorosły

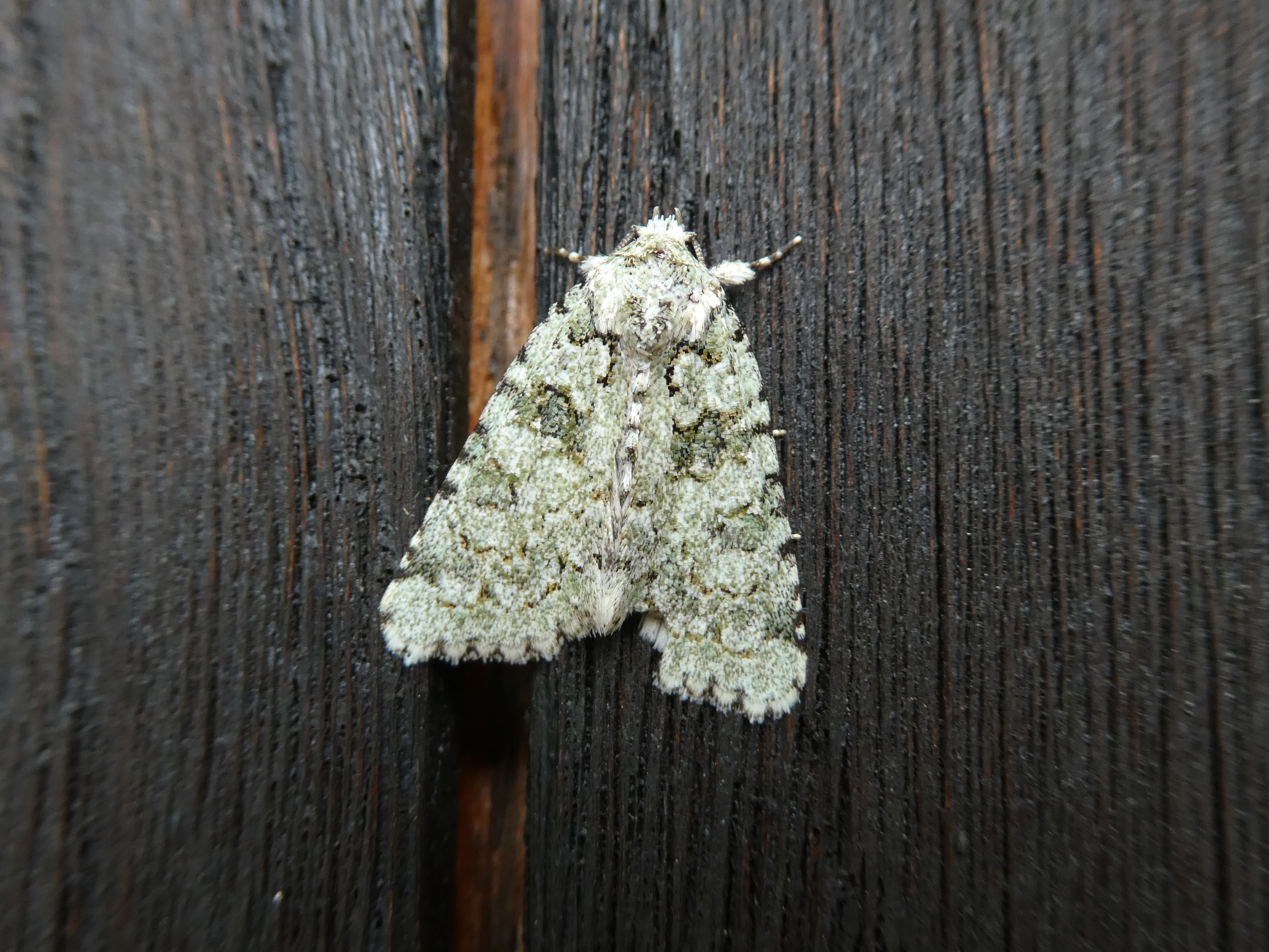
Forma o białoseledynowym ubarwieniu tła

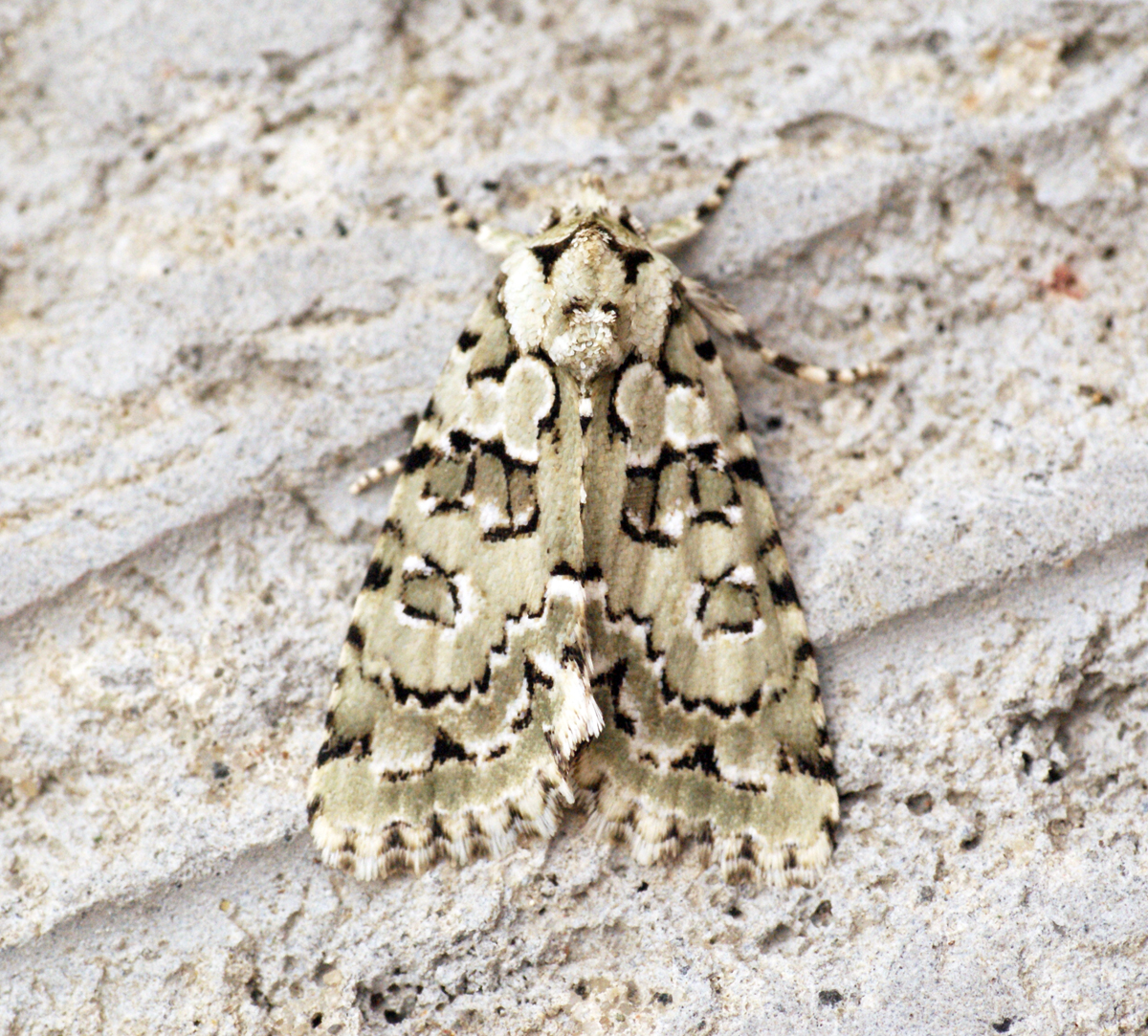
Forma o beżowobiałym ubarwieniu tła

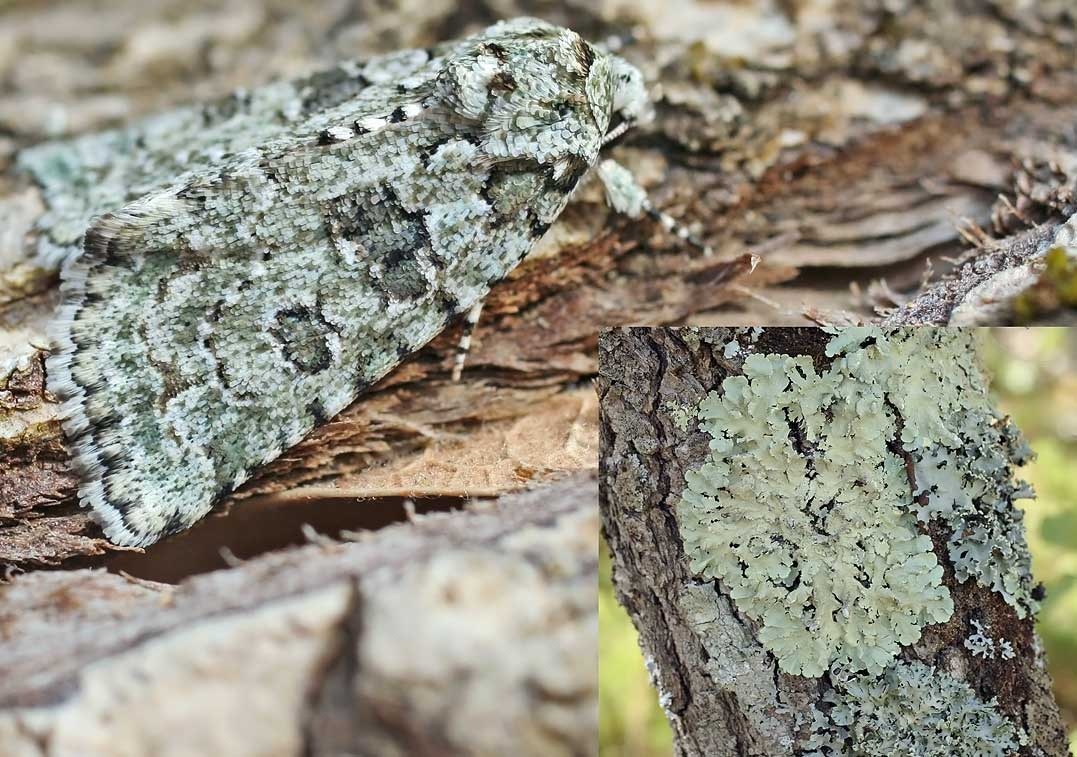
Zakamuflowane imago

Motyl osiągający od 25 do 34 mm rozpiętości skrzydeł, ubarwieniem kamuflujący się na tle porostów, podobny do porostnicy podomki. Ubarwienie głowy i tułowia jest białoseledynowe, rzadziej beżowobiałe, a u form melanistycznych nawet ciemnoszare.
Przednie skrzydło ma tło barwy głowy i tułowia, a na nim czarne, wąskie, ząbkowate, najczęściej pofragmentowane przepaski, z których zewnętrznej od strony zewnętrznej towarzyszy zwykle wąskie, białe rozjaśnienie, a falistej jaśniejszy pasek od strony wewnętrznej. Plamy nerkowata, okrągła i czopkowata są zwykle zielonobrunatne z wąskimi, białawymi obwódkami po bokach; kształt plamy nerkowatej jest owalny, a jej rozmiary zbliżone do plamy okrągłej. Przy przednim brzegu skrzydła znajdują się wyraźne, czarne plamki, spośród których najlepiej zaznaczone są te rozpoczynające przepaski. Strzępina jest biaława z czarnobrunatnym plamkowaniem. Skrzydło tylne jest jasnoszare lub jasnobeżowe u samca i ciemnoszare u samicy, w obu przypadkach jaśniejsze u nasady niż w części zewnętrznej, z ciemną i cienką linią przy podstawie strzępiny. Ciemne przepaska środkowa i plamka na żyłce poprzecznej zaznaczone są tylko u części osobników. Strzępina tylnego skrzydła jest biała, czasem z ciemniejszym nakrapianiem.
Na wierzchu odwłoka występują kępki odstających łusek. Genitalia samca charakteryzują się długim i silnie wykrzywionym unkusem, szerokimi płatami bocznymi tegumenu, krótkim, masywnym, silnie zesklerotyzowanym wyrostkiem dolnego brzegu sakulusa, wąską, zaokrągloną na szczycie walwą oraz zagiętym i w części wierzchołkowej rozszerzonym edeagusem z dwoma cierniami w wezyce, z których jeden jest duży, a drugi zdrobniały.

### Gąsienica
Wyrośnięta gąsienica ma głowę i wierzch ciała szaroczarny, przy czym grzbietem biegnie podłużna biała przepaska, czasem rozbita na plamki, a po bokach występują małe białe kropki, spód zaś pomarańczowy. Na ciele wyrastają długie, białe szczecinki.

## Biologia i ekologia
Owad ten zasiedla stanowiska suche i ciepłe, w tym kserofilne lasy liściaste oraz mające kserotermiczny charakter zarośla, murawy i stoki.
Postacie dorosłe latają od połowy czerwca do końca sierpnia. Za dnia chętnie przesiadują na powierzchniach pokrytych porostami, w tym na murach i płotach. Nocą żerują na nektarze, odwiedzając różne kwiaty. Przylatują do sztucznych źródeł światła.
Jaja spotykane są w sierpniu i na początku września. Gąsienice stanowią stadium zimujące i obserwowane były od listopada do końca kwietnia. Są lichenofagiczne i odżywiają się porostami wyrastającymi na skałach, pniach, starych murach, płotach i innych konstrukcjach drewnianych. Za dnia kryją się w rozmaitych szczelinach, natomiast żerują głównie nocą, gdy porosty ulegają rozwilżeniu przez rosę. Poczwarki znajduje się od połowy kwietnia do czerwca.

## Rozprzestrzenienie i zagrożenie
Gatunek palearktyczny. W Europie znany jest z Portugalii, Hiszpanii, Andory, Irlandii, Wielkiej Brytanii, Francji, Monako, Belgii, Luksemburga, Holandii, Niemiec, Szwajcarii, Liechtensteinu, Austrii, Włoch, San Marino, Malty, Danii, Szwecji, Norwegii, Słowacji, Węgier, Białorusi, Ukrainy, Rumunii, Mołdawii, Bułgarii, Słowenii, Chorwacji, Bośni i Hercegowiny, Serbii, Czarnogóry, Macedonii Północnej, Grecji oraz europejskiej części Rosji. W Azji podawany jest z anatolijskiej części Turcji i Iranu. Poza tym notowany jest z Afryki Północnej, w tym z Algierii.
Na niemieckiej „Czerwonej liście” umieszczony został w trzeciej kategorii gatunków zagrożonych wymarciem. W Polsce dotąd go nie odnaleziono, ale nie wyklucza się jego obecności w Sudetach czy Pieninach.